# Чендлер, Тимоти
Ти́моти Че́ндлер (англ. Timothy Chandler; 29 марта 1990, Франкфурт-на-Майне, Гессен) — американский и немецкий футболист, защитник франкфуртского «Айнтрахта». Выступал за сборную США. Участник чемпионата мира 2014 года.
Чендлер родился в Франкфурт-на-Майне в семье афроамериканского военного и немки. Родители вскоре развелись и Тимоти остался с матерью в Германии.

## Клубная карьера

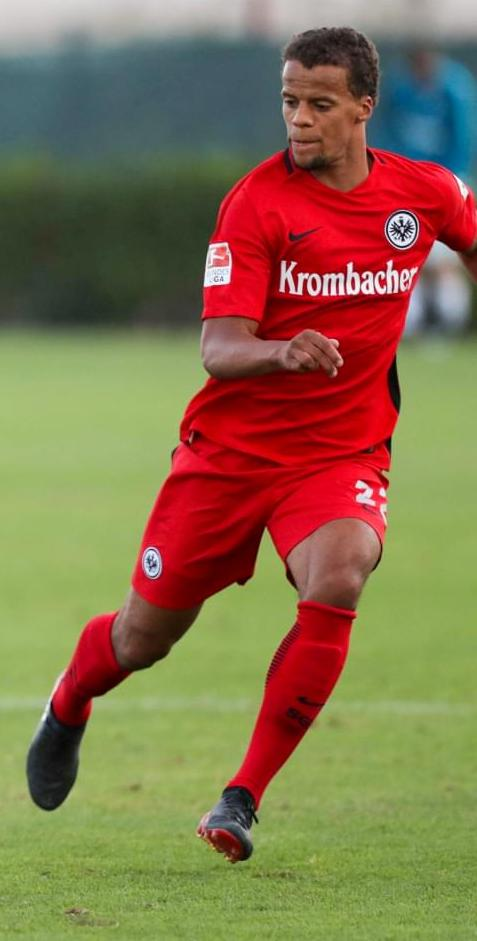
Чендлер в составе «Айнтрахта»

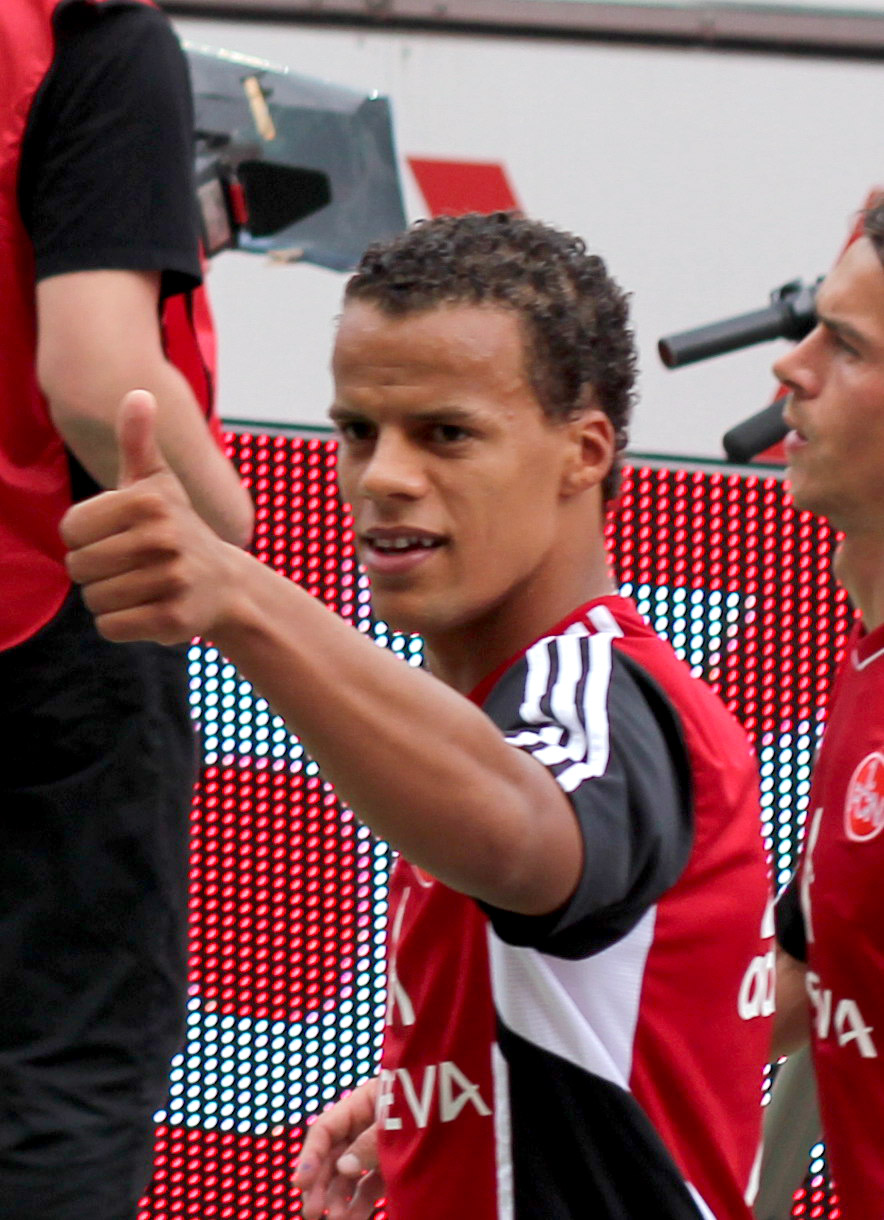
Чендлер в составе «Нюрнберга»

Чендлер начал свою карьеру в академии местного «Айнтрахта». Затем два сезона он провел выступая за резервную команду клуба. В 2010 году Тимоти перешёл в «Нюрнберг», где также первый сезон провел выступая за дубль. 12 февраля 2011 года в матч против «Штутгарта» он дебютировал в Бундеслиге. В этом же поединке Чендлер забил свой дебютный гол за команду. В своем первом сезоне Тимоти принял участие в 14 матчах, а со следующего он стал твердым футболистом основы и получил вызов в национальную сборную.
3 июня 2014 года Чендлер перешёл во франкфуртский «Айнтрахт». 30 августа в матче против «Вольфсбурга» он дебютировал за новую команду, заменив Нельсона Вальдеса во втором тайме. 9 мая 2015 года в поединке против «Хоффенхайма» Тимоти забил свой первый гол за «Айнтрахт». В 2022 году он помог команде выиграть Лигу Европы.

## Международная карьера
26 марта 2011 года в товарищеском матче против сборной Аргентины Чендлер дебютировал за сборную США, в начале второго тайма он заменил Джонатана Спектора.
В 2014 году Тимоти в составе сборной принял участие в чемпионате мира в Бразилии. На турнире он был запасным и на поле не вышел. 4 июля 2015 года в поединке против сборной Гватемалы Чендлер забил свой первый гол за национальную команду.
В 2015 году Тимоти принял участие в Золотом кубке КОНКАКАФ. На турнире он сыграл в матчах против команд Гондураса, Кубы и дважды Панамы.

### Голы за сборную США
| №  | Дата        | Место                | Противник | Счёт | Результат | Соревнование      |
| -- | ----------- | -------------------- | --------- | ---- | --------- | ----------------- |
| 1. | 3 июля 2015 | Ниссан, Нашвилл, США | Гватемала | 2:0  | 4:0       | Товарищеский матч |

## Достижения
«Айнтрахт»
- Обладатель Кубка Германии: 2017/18
- Победитель Лиги Европы УЕФА: 2021/22